# Пита, Франц фон
Франц фон Пита (нем. Franz von Pitha; 8 февраля 1810 — 29 декабря 1875) — австрийский врач-хирург, преподаватель и медицинский писатель.

## Биография
По национальности был чехом. В 1836 году получил степень доктора медицины. В 1843—1857 годах был профессором хирургии в Карловом университете в Праге, в 1854/1855 учебном году занимал пост ректора. Параллельно с преподавательской работой служил в качестве хирурга в главной пражской городской больнице. Затем с 1857 по 1874 год заведовал кафедрой хирургии в венском Йозефинуме (военно-медицинской академии).
Работал на театре военных действий в 1859 и 1866 годах (в Сардинской войне и Австро-прусской войне). Считался в своё время одним из выдающихся в Западной Европе хирургов-диагностов и весьма искусным оператором. Внёс большой вклад в развитие военной гигиены. Имел несколько государственных наград, в 1859 году был возведён в дворянское достоинство, в январе 1875 года получил баронский титул.
Вместе с Теодором Бильротом издал «Руководство по общей и специальной хирургии» (нем. Handbuch der allgemeinen und spez. Chirurgie), где Пите принадлежит, в частности, отдел «Die Krankheiten der oberen und unteren Extremitäten». Ему же принадлежит в «Handbuch d. spez. Path. und Therapie» Вирхова отдел «Krankheiten d. männlichen Geschlechtsorgane». Большое число его работ опубликовано в основанном им в 1844 году журнале «Prager Vierteljahrschrift für prakt. Heilkunde» (тт. VIII—XXXVI и LIII — LIV).